# Piper microphyllum
Piper microphyllum är en pepparväxtart som beskrevs av C. Dc.. Piper microphyllum ingår i släktet Piper och familjen pepparväxter. Inga underarter finns listade i Catalogue of Life.